# Woef (tijdschrift)
Woef is een maandelijks tijdschrift over honden. In de Woef worden elke maand enkele rassen onder de loep genomen, de avonturen van mensen samen met hun hond worden er in vastgelegd, problemen die met honden te maken hebben worden besproken en tips worden gegeven. Leuke activiteiten om met een hond te doen worden gepromoot en nog veel meer. 

## Historiek
Het tijdschrift bestaat sinds 1964. De Franstalige tegenhanger heet Wouf.
Jaak Pijpen was tot 2019 hoofdredacteur. Het blad werd uitgegeven door Magnet Magazines, maar werd in mei 2007 overgenomen door uitgeverij Famedito. 
Sinds 2019 is Woef in handen van Dingo en is Evi Maveau de hoofdredactrice.